# Lukavec (zámek, okres Litoměřice)
Lukavec je zámek zámek ve stejnojmenné vesnici na východním okraji Lovosic. Postaven byl na místě starší tvrze ve druhé polovině osmnáctého století. Od roku 1964 je chráněn jako kulturní památka.

## Historie
První písemná zmínka o vesnici pochází z let 1056–1058. Byla rozdělena na více dílů, z nichž jeden na konci patnáctého století patřil  litoměřickým měšťanům Valentinu a Mikuláši Táborovi Kunešovým. Valentin, který zemřel až roku 1532, byl povýšen do vladyckého stavu a používal přídomek z Lukavce. Mikuláš Kuneš si ve vsi nejpozději v době okolo roku 1543 nechal postavit tvrz. Podle Augusta Sedláčka byla postavena až po uvedeném roce. Kromě části Lukavce mu patřily také Cítoliby a jiné vesnice. Během třicetileté války byla tvrz poškozena a v pramenech je zmíněna naposledy roku 1629. Na jejím místě byl ve druhé polovině osmnáctého století postaven malý barokní zámek na okraji hospodářského dvora. V letech 1926–1927 tehdejší majitel, doktor Sternec-Dohalský, nechal zámek opravit. Po roce 1945 byl znárodněný zámek se dvorem využíván státním statkem v Lovosicích.

## Stavební podoba
Jednopatrový zámek má obdélný půdorys a mansardovou střechu s vikýři. Před průčelí předstupuje široký rizalit s osmi okenními osami. Skrz budovu vede průjezd, do kterého se vjíždí polokruhovým portálem zakončeným klenákem a ozdobeným volutovitě stočenými úseky říms.